# Convocazioni all'European Silver League femminile 2021
Elenco delle giocatrici convocate per l'European Silver League 2021.

## Austria
| N° | Nome              | Ruolo | Data di nascita   | Squadra             |
| -- | ----------------- | ----- | ----------------- | ------------------- |
| -  | Jan De Brandt     | All   | 20 gennaio 1959   | -                   |
| 2  | Andrea Duvnjak    | C     | 21 maggio 2001    | ASKÖ Linz-Steg      |
| 3  | Tamina Huber      | L     | 5 marzo 1994      | NÖ Sokol/Post       |
| 5  | Anna Maria Bajde  | P     | 8 dicembre 1994   | Lugano              |
| 6  | Aida Mehić        | C     | 27 marzo 2001     | NÖ Sokol/Post       |
| 8  | Katharina Holzer  | S     | 29 giugno 1998    | ASKÖ Linz-Steg      |
| 9  | Saskia Trathnigg  | S     | 21 settembre 2001 | ASKÖ Linz-Steg      |
| 11 | Monika Chrtianska | O     | 18 novembre 1996  | Sm'Aesch Pfeffingen |
| 12 | Victoria Deisl    | P     | 13 novembre 1999  | ASKÖ Linz-Steg      |
| 13 | Lisa-Marie Hager  | L     | 10 dicembre 1996  | ASKÖ Linz-Steg      |
| 14 | Ursula Ehrhart    | O     | 9 ottobre 1995    | Graz                |
| 15 | Nikolina Maroš    | C     | 8 maggio 1997     | ASKÖ Linz-Steg      |
| 16 | Anamarija Galić   | O     | 7 gennaio 2001    | Branik              |
| 19 | Anna Oberhauser   | L     | 19 agosto 1998    | Graz                |
| 23 | Jasmin Haslinger  | P     | 17 ottobre 2001   | NÖ Sokol/Post       |
| 25 | Maja Nöhrer       | O     | 9 aprile 2004     | Graz                |
| 26 | Lina Hinteregger  | S     | 18 dicembre 2004  | Dornbirn            |
| 27 | Linda Peischl     | C     | 5 giugno 1996     | Graz                |

## Bosnia ed Erzegovina
| N° | Nome               | Ruolo | Data di nascita  | Squadra         |
| -- | ------------------ | ----- | ---------------- | --------------- |
| -  | Stevan Ljubičić    | All   | 29 agosto 1980   | Dinamo Bucarest |
| 1  | Ajla Paradžik      | C     | 29 luglio 1994   | Vandœuvre Nancy |
| 2  | Žana Dragutinović  | C     | 17 febbraio 1997 | Jedinstvo Brčko |
| 3  | Milana Božić       | P     | 19 luglio 2000   | Ub              |
| 4  | Ajla Hadžić        | P     | 25 aprile 1995   | Jedinstvo Brčko |
| 5  | Tamara Đapa        | P     | 10 aprile 1992   | Banjaluka       |
| 6  | Ivana Radović      | S     | 6 agosto 2000    | Jedinstvo Brčko |
| 7  | Anđelka Radišković | S     | 30 marzo 1992    | Kamnik          |
| 9  | Edina Begić        | S     | 9 ottobre 1992   | Pro Victoria    |
| 10 | Ela Klopić         | C     | 21 agosto 2001   | Igman Ilidža    |
| 11 | Edina Selimović    | C     | 4 giugno 1991    | Voluntari       |
| 12 | Milica Ivković     | L     | 2 maggio 1994    | Banjaluka       |
| 13 | Jelena Mladenović  | S     | 30 maggio 1997   | Çukurova        |
| 15 | Dženita Rašidović  | L     | 10 giugno 1993   | Goražde         |
| 16 | Elena Babić        | O     | 11 dicembre 1998 | Jedinstvo Brčko |
| 17 | Dajana Bošković    | O     | 11 aprile 1994   | Kuzeyboru       |
| 24 | Iman Isanović      | S     | 20 agosto 1999   | Arizona State   |

## Estonia
| N° | Nome             | Ruolo | Data di nascita  | Squadra          |
| -- | ---------------- | ----- | ---------------- | ---------------- |
| -  | Lorenzo Micelli  | All   | 24 ottobre 1970  | Volero Le Cannet |
| 1  | Nette Peit       | S     | 27 marzo 1992    | TTÜ              |
| 3  | Julija Mõnnakmäe | P     | 7 novembre 1990  | TTÜ              |
| 4  | Kristiine Miilen | S     | 4 dicembre 1996  | Vandœuvre Nancy  |
| 5  | Liis Kullerkann  | C     | 2 maggio 1991    | Volero Le Cannet |
| 6  | Silvia Pertens   | S     | 2 giugno 1998    | TTÜ              |
| 11 | Kertu Laak       | O     | 21 febbraio 1998 | Chieri '76       |
| 12 | Kristi Nõlvak    | L     | 30 maggio 1989   | TTÜ              |
| 14 | Meriliin Paalo   | S     | 6 gennaio 1992   | TTÜ              |
| 15 | Laura Parts      | C     | 22 giugno 1997   | Tirol            |
| 17 | Häli Vahula      | P     | 13 luglio 2004   | Audentese        |
| 19 | Kadi Kullerkann  | O     | 19 agosto 1992   | TTÜ              |
| 21 | Kadri Kangro     | L     | 23 agosto 2004   | Audentese        |
| 22 | Liisbet Pill     | C     | 12 febbraio 2003 | Audentese        |
| 23 | Eva Kuivonen     | S     | 27 marzo 2003    | Audentese        |

## Israele
| N° | Nome              | Ruolo | Data di nascita   | Squadra           |
| -- | ----------------- | ----- | ----------------- | ----------------- |
| -  | Gal Galili        | All   | -                 | -                 |
| 1  | Maya Dudockin     | C     | 15 maggio 2001    | Maccabi Haifa     |
| 2  | Mika Rome         | P     | 24 settembre 2002 | Maccabi Ra'anana  |
| 3  | Oren Abutbul      | O     | 30 agosto 2001    | Maccabi Hadera    |
| 4  | Inbal Peleg       | P     | 26 settembre 1999 | Maccabi Haifa     |
| 5  | May Shir-On       | L     | 22 settembre 1998 | Hapoël Kfar Saba  |
| 8  | Amit Kimel        | C     | 3 febbraio 2002   | Hapoël Kfar Saba  |
| 9  | Gal Lander        | S     | 25 ottobre 1997   | Maccabi Hadera    |
| 10 | Polina Malik      | O     | 18 novembre 1998  | Kuusamon          |
| 11 | Tali Hakas        | S     | 1º novembre 2002  | Hapoël Kfar Saba  |
| 12 | Katrina Zilberman | L     | 4 luglio 1997     | Olomouc           |
| 14 | Dana Cohen        | C     | 20 settembre 2001 | Hapoël Kiryat Ata |
| 15 | Jelisaveta Siriha | S     | 24 gennaio 1999   | Maccabi Ra'anana  |
| 18 | Shirel Ganah      | S     | 2 ottobre 1999    | Maccabi Hadera    |
| 19 | Yael Benjamin     | S     | 16 giugno 1993    | Hapoël Kiryat Ata |

## Lettonia
| N° | Nome               | Ruolo | Data di nascita  | Squadra               |
| -- | ------------------ | ----- | ---------------- | --------------------- |
| -  | Pāvels Seļivanovs  | All   | 23 luglio 1952   | Rīgas Volejbola skola |
| 1  | Elīna Zvaigzne     | L     | 16 luglio 2000   | Rīgas Volejbola skola |
| 3  | Ingrīda Šveigere   | S     | 27 ottobre 1989  | PSV Salzburg          |
| 4  | Paula Nečiporuka   | S     | 10 febbraio 1998 | Virginia Commonwealth |
| 5  | Megija Dambrehte   | O     | 22 novembre 2002 | RSU                   |
| 7  | Anija Jurdža       | S     | 6 dicembre 1999  | RSU                   |
| 8  | Elvita Dolotova    | P     | 27 aprile 1994   | Královo Pole          |
| 13 | Lāsma Ozola        | C     | 22 luglio 2001   | Rīgas Volejbola skola |
| 14 | Kristīne Kramēna   | L     | 14 ottobre 2002  | Rīgas Volejbola skola |
| 18 | Elza Reknere       | P     | 6 aprile 2002    | Rīgas Volejbola skola |
| 19 | Katrīna Krustkalne | P     | 25 gennaio 2002  | Rīgas Volejbola skola |
| 20 | Anna Rīta          | C     | 15 ottobre 2004  | RSU                   |
| 21 | Vlada Pridatko     | O     | 19 agosto 2003   | Rīgas Volejbola skola |
| 22 | Petra Nečiporuka   | S     | 2 ottobre 2001   | Rīgas Volejbola skola |

## Lussemburgo
| N° | Nome                     | Ruolo | Data di nascita   | Squadra    |
| -- | ------------------------ | ----- | ----------------- | ---------- |
| -  | Herman Vleminckx-Huybens | All   | -                 | -          |
| 2  | Carla Mulli              | C     | 13 agosto 2000    | Huizen     |
| 4  | Cindy Schneider          | C     | 8 ottobre 1997    | GYM        |
| 5  | Nathalie Braas           | S     | 18 marzo 1994     | RSR Walfer |
| 6  | Isabelle Frisch          | S     | 16 dicembre 1987  | 80 Pétange |
| 7  | Barbara Hougardy         | L     | 4 marzo 2002      | Bartréng   |
| 8  | Camille Esselin          | L     | 29 novembre 2000  | -          |
| 9  | Giulia Tarantini         | P     | 26 novembre 2003  | Mamer      |
| 11 | Yana Feller              | S     | 9 ottobre 2001    | Steinfort  |
| 14 | Noa Reiland              | O     | 1º settembre 2001 | RSR Walfer |
| 17 | Lena Wagner              | O     | 17 giugno 2003    | CHEV       |
| 18 | Emma Van Elslande        | S     | 19 gennaio 2004   | Mamer      |
| 20 | Lilly Tarantini          | S     | 14 settembre 2006 | -          |
| 21 | Christelle Nicolay       | C     | 10 dicembre 1993  | Mamer      |
| 23 | Vanessa Koos             | C     | 19 novembre 1991  | 80 Pétange |
| 24 | Maja Olafsdottir         | S     | 21 settembre 2004 | Belair     |

## Portogallo
| N° | Nome              | Ruolo | Data di nascita  | Squadra          |
| -- | ----------------- | ----- | ---------------- | ---------------- |
| -  | João José         | All   | 7 giugno 1978    | -                |
| 1  | Amanda Cavalcanti | C     | 20 gennaio 2002  | Sporting Lisbona |
| 3  | Marlene Pereira   | C     | 26 gennaio 2002  | Castêlo da Maia  |
| 4  | Ana Couto         | P     | 30 luglio 1990   | Sporting Lisbona |
| 5  | Inês Pereira      | S     | 1º luglio 1998   | Vilacondense     |
| 6  | Helena Monteiro   | C     | 7 febbraio 1998  | Porto 2014       |
| 7  | Eliana Durão      | P     | 1º gennaio 1997  | Leixões          |
| 8  | Ana Vale          | S     | 14 gennaio 2001  | Vilacondense     |
| 9  | Alice Clemente    | S     | 6 gennaio 2003   | Fátima           |
| 10 | Marta Hurst       | S     | 7 luglio 1992    | Haro             |
| 11 | Joana Resende     | L     | 23 febbraio 1991 | Porto            |
| 13 | Margarida Maia    | S     | 16 maggio 1997   | Vilacondense     |
| 14 | Aline Rodrigues   | C     | 5 settembre 1988 | Sporting Lisbona |
| 16 | Maria Lopes       | O     | 3 aprile 2002    | Porto 2014       |
| 18 | Matilde Rodrigues | L     | 11 febbraio 2000 | Porto 2014       |

## Slovenia
| N° | Nome                  | Ruolo | Data di nascita  | Squadra           |
| -- | --------------------- | ----- | ---------------- | ----------------- |
| -  | Gregor Rozman         | All   | 12 ottobre 1971  | Kamnik            |
| 3  | Lorena Fijok Lorber   | S     | 17 febbraio 2003 | Branik            |
| 4  | Leja Janežič          | L     | 7 marzo 1993     | Kamnik            |
| 5  | Darja Eržen           | O     | 20 giugno 1997   | Potsdam           |
| 6  | Brina Bračko          | C     | 12 gennaio 2000  | Branik            |
| 7  | Žana Zdovc Sporer     | S     | 22 marzo 2002    | Legionovia        |
| 8  | Eva Zatković          | S     | 2 agosto 2001    | Kamnik            |
| 9  | Eva Pogačar           | P     | 14 luglio 2000   | Kamnik            |
| 11 | Mirta Velikonja Grbac | C     | 3 dicembre 1998  | Branik            |
| 12 | Naja Boisa            | S     | 19 dicembre 2003 | Kamnik            |
| 13 | Nika Markovič         | O     | 5 maggio 1997    | Spodnja Savinjska |
| 15 | Sara Đukić            | C     | 6 luglio 1996    | Gorica            |
| 17 | Anja Mazej            | L     | 4 gennaio 2000   | Spodnja Savinjska |
| 23 | Lina Winkler          | P     | 26 febbraio 2003 | Branik            |